# الدين في بنغلاديش

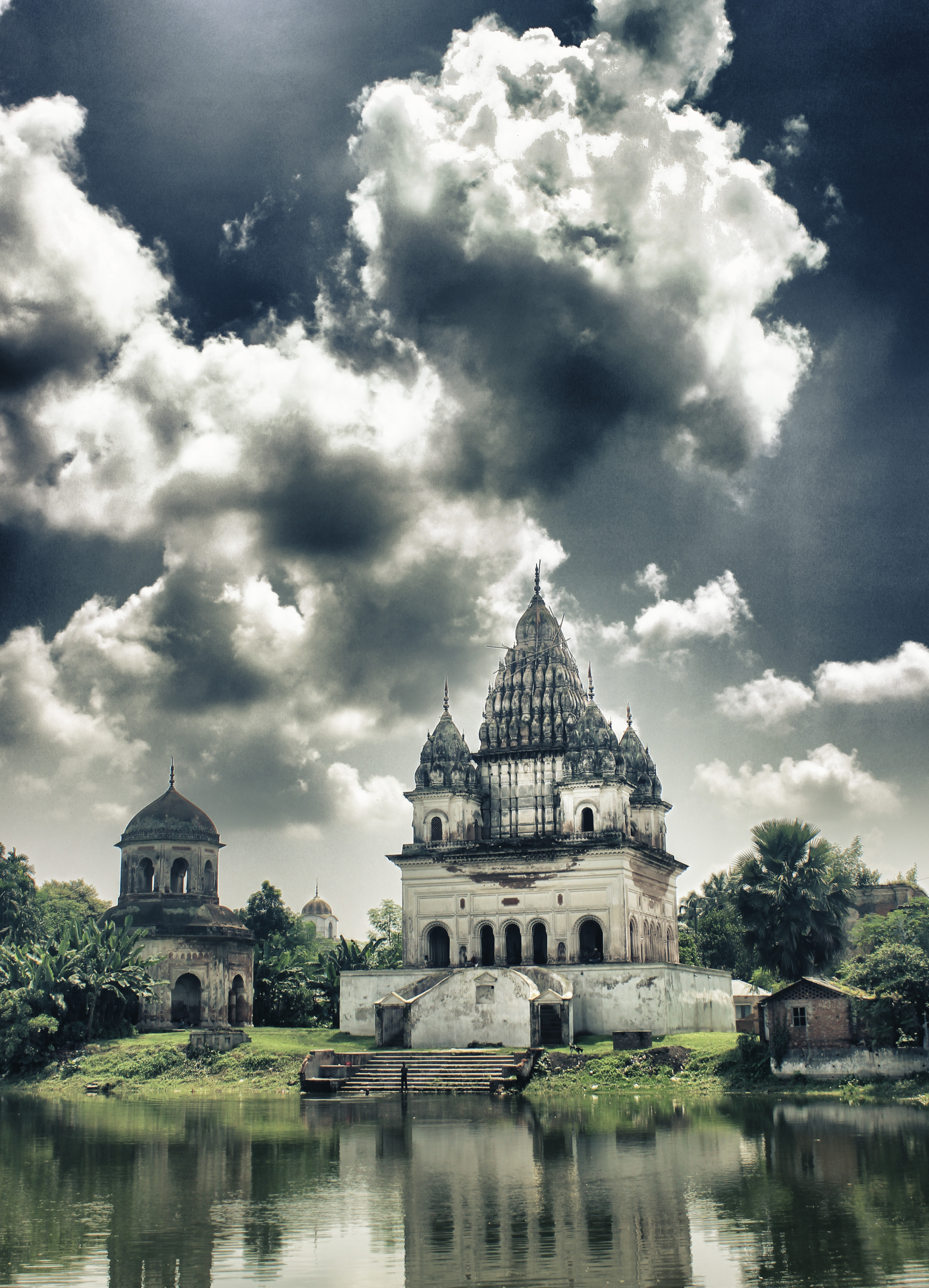

بنغلاديش دولة علمانية حسب الدستور. رغم العلمانية أزيلت من الدستور مرة واحدة، ولكنها أعيدت في وقت لاحق. الدين في بنغلاديش الإسلام 86.6% والهندوسية 12.1% والبوذية 0.6% والمسيحية 0.4% وآخرين 0.3%